# Hagelkreuzstraße 28 (Mönchengladbach)

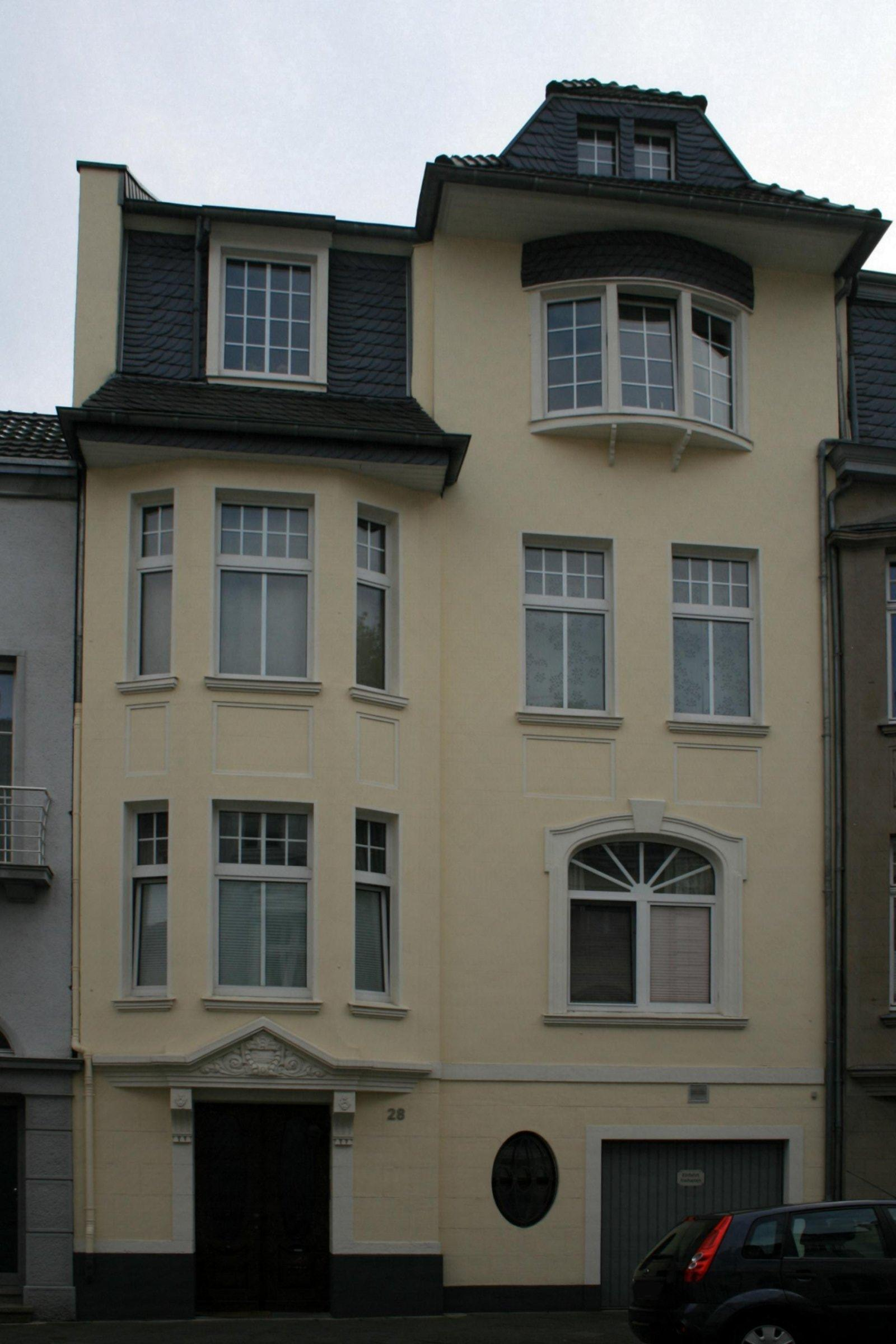
Wohnhaus (2010)

Das Wohnhaus Hagelkreuzstraße 28 steht in Mönchengladbach (Nordrhein-Westfalen).
Das Gebäude wurde 1911 erbaut. Es wurde unter Nr. H 082  am 6. Dezember 1994 in die Denkmalliste der Stadt Mönchengladbach eingetragen.

## Architektur
Im nördlichen Stadterweiterungsgebiet in einer städtebaulich exponierten Wohngegend zwischen dem Neuen Wasserturm und dem Bunten Garten steht auf längsrechteckigem
Grundriss ein errichteter Putzbau von zwei Geschossen und ausgebautem Mansardgeschoss.
Hochausgebildetes Souterrain mit rechtsseitiger Garage und flankierendem, stehendem Ochsenauge. Asymmetrische Fassadengliederung unter Betonung der linken Eingangsachse mittels eines erkerartigen Vorbaus, der bis zur Traufe der schiefergedeckten Mansarddachfläche hochgeführt wird. Der rechte Gebäudeabschnitt ist breiter und höher dimensioniert; im zweiten Obergeschoss bzw. Dachgeschoss Akzentuierung durch flach vorgewölbten Fenstererker und oberhalb des weit vorkragenden Dachgesimses durch einen abgewalmten Zwerchgiebel.
Unregelmäßige Fenstergliederung bei differierender Gestaltung. Als gleichförmige Hochrechteckfenster ausgebildet sind die Öffnungen des Erkers und die zwei des ersten Obergeschosses der rechten Haushälfte. Das Hochparterre durchbricht ein einzelnes Stichbogenfenster, das mit dem durch Mauerpfosten dreigeteilten des zweiten Obergeschosses korrespondiert. Das Mansardgeschoss belichtet links ein groß dimensioniertes Rechteckfenster, den Zwerchgiebel zwei kleinere in enger Anordnung. Die zurückhaltende Stuckornamentik beschränkt sich im Wesentlichen auf eine konsolgestützte Giebelverdachung des Eingangs, mit Schlussstein besetzte Ohrenrahmung des rechten Hochparterre-Fensters, flächig aufgelegte Gesimsimitation sowie kassettierten Brüstungsschmuck.